# Mariarosa Brunati
Mariarosa Brunati (Milano, 6 agosto 1931 – Ravenna, 6 dicembre 2020) è stata un'insegnante di danza italiana.

## Biografia
Di madre ravennate e padre milanese, da piccolissima inizia lo studio della danza classica a Milano presso la scuola privata, gestita da Jia Ruskaja (Eugenia Borisenco, danzatrice russa), successivamente direttrice dell’Accademia Nazionale di Danza di Roma.
Al termine della seconda guerra mondiale, con la madre Argentina Pilotti, si trasferisce a Ravenna e frequenta l’Istituto Magistrale Margherita di Savoia; prosegue gli studi di danza classica, sotto la guida di Giuliana Penzi presso l’Accademia Nazionale di Danza dove consegue il diploma. 
Prosegue la sua formazione artistica con importanti maestri in Italia e all’estero; a Mosca,  con Marta Graham a New York e poi a Parigi, a Varsavia. 

## La Scuola di danza
Dal 1948 insegna nei corsi di danza classica della Scuola dell’Enal di Ravenna, attiva presso il Teatro Rasi e successivamente presso il Palazzo del Mutilato in piazza Kennedy. Nel 1974 fonda la sua prima scuola, la Scuola di danza classica e moderna "Città di Ravenna”, dirigendola fino al giugno 2012.

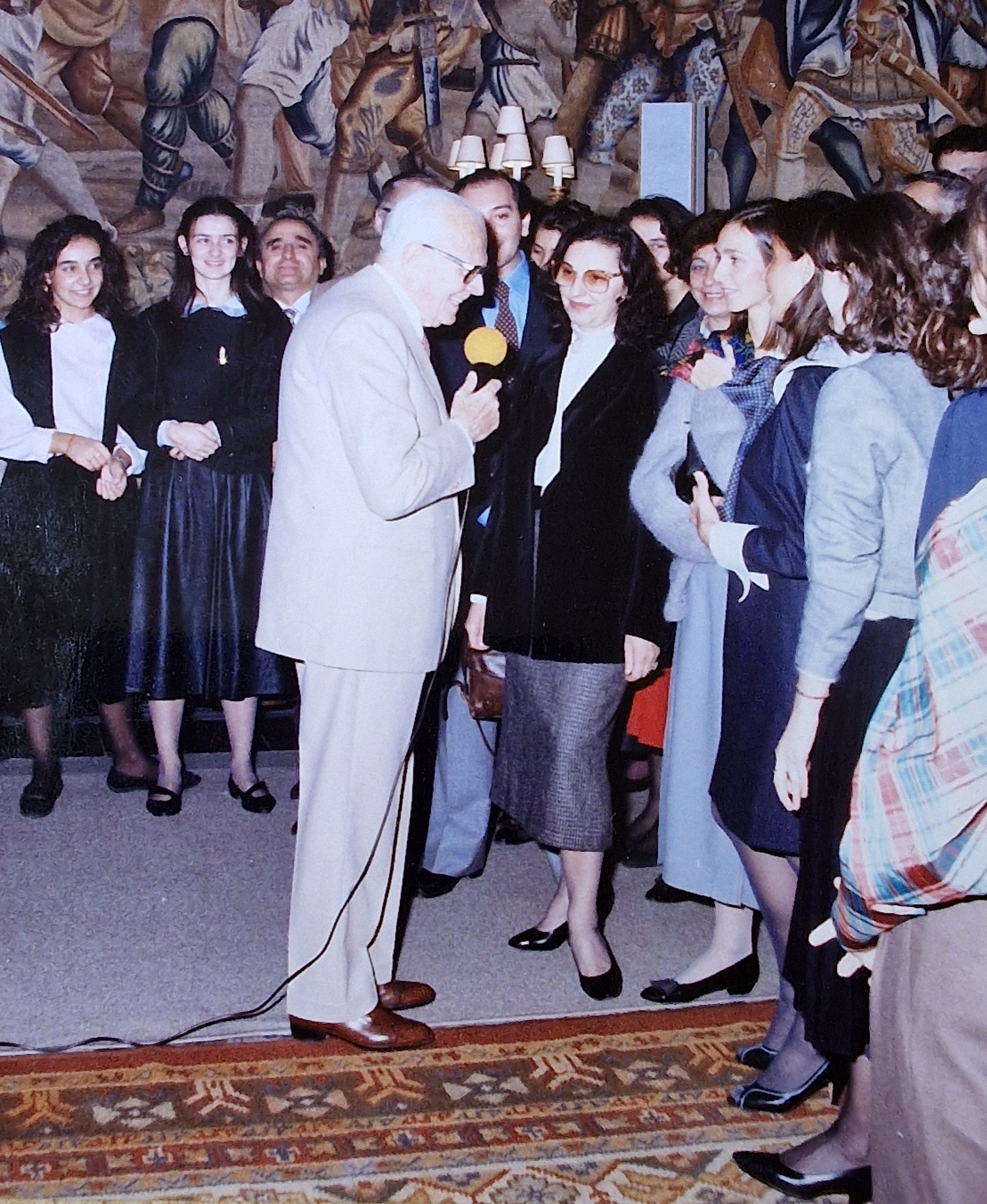
Mariarosa Brunati con i suoi allievi incontra il Presidente Sandro Pertini

In questo lungo periodo migliaia di allievi sono stati alla sua scuola e ancora oggi dichiarano che l'insegnamento lì ricevuto è stato essenziale per la loro carriera artistica. La Scuola era caratterizzata da grande rigore e serietà, un ambiente di studio e lavoro dove nulla si concedeva alla posa, al capriccio, alla frivolezza, così come avveniva anche presso l'Accademia Nazionale di Roma. 
Dai 4 anni in poi, gli allievi erano accolti dalla direttrice della Scuola che, dopo attenta valutazione delle caratteristiche fisiche e psicologiche del candidato o dopo un iniziale periodo di prova, li ammetteva ai corsi regolari. La preparazione di base per tutti gli allievi è sempre stata quella classico accademica, l'unica che consente poi la pratica di qualsiasi genere di danza. Erano comunque presenti anche corsi di danza moderna, per soddisfare le esigenze, le richieste e le attitudini di molti giovani. 
Ampio l'orizzonte artistico di formazione che vedeva periodici stages con qualificati insegnanti provenienti da varie parti d’Italia e d'Europa: Susanna Egri, Margarita Trayanova, Gabriella Cohen. Gli incontri con danzatori stranieri e gli stages svolti presso scuole all'estero sono state le tappe degli itinerari di studio che la Scuola ha organizzato per i suoi allievi, un completamento della formazione, in uno scambio di esperienze ed incontri di eccezionale importanza.

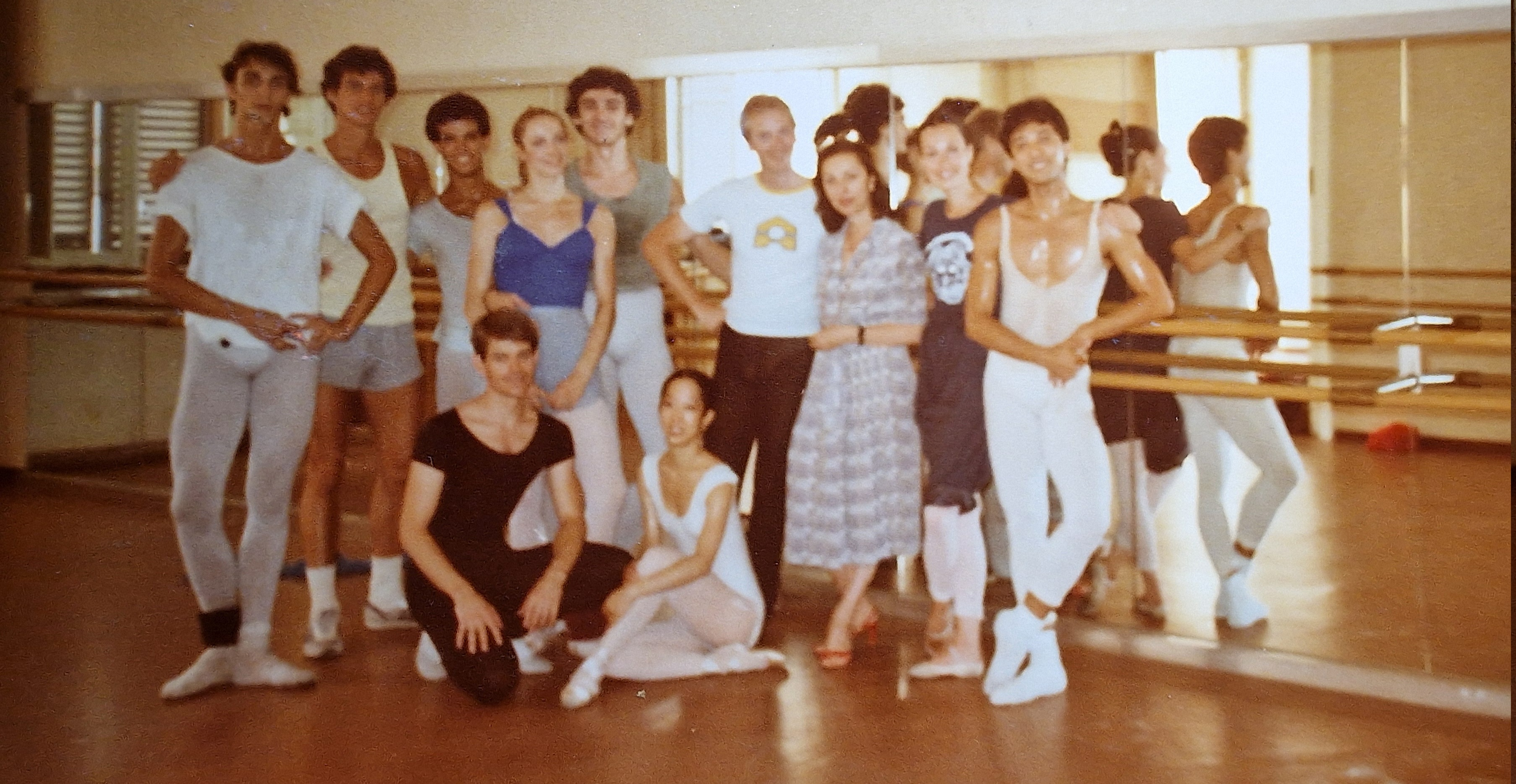
Mariarosa Brunati con i suoi alievi

La Scuola di danza classica e moderna “Città di Ravenna” ebbe la sua prima sede presso Palazzo Cavalliin via Salara al numero 40 e successivamente si è spostata in Via IX febbraio. Apre inoltre diverse scuole di danza in Romagna: a Forlì, Cesena, Bagno di Romagna, Alfonsine, Faenza e Fognano.

### Saggi annuali
Tutti gli anni la Scuola terminava con un saggio finale che coinvolgeva tutti gli allievi ed era realizzato con la sua regia. Spesso questi saggi si trasformavano in spettacoli realizzati in vari teatri. Dal 1948 al 1952 solo a Teatro Rasi.
- Il ballo delle bambole, nel 1953 va in scena al Teatro Rasi e poi al Teatro Alighieri.
- La fiaba di Cappuccetto Rosso nel 1955 viene presentata al Teatro Alighieri e al Teatro Rasi
- La fiaba di Pinocchio Il 16 giugno 1956 va in scena al Teatro Rasi e nel 1957 al Teatro Alighieri.

Seguono negli anni '60 gli spettacoli: Incontro nel bosco, Cappuccetto Rosso, La Bella Addormentata nel Bosco, Concerto di Danza Classica, Saggio in Soffitta … saggi realizzati nei teatri di Ravenna e al Teatro Masini di Faenza.
Negli anni '70 continuano i saggi di danzaː Cenerentola, Biancaneve e i sette nani, Scarpette e tutù nei Teatri di Ravenna e Faenza, ai quali si aggiunge il Teatro Bonci di Cesena.

### L'influenza della Scuola
Tra le migliaia di allievi usciti dalla sua scuola c'è chi è entrato a far parte di celebri corpi di ballo, come Micaela Grasso, ballerina al Teatro dell'Opera di Roma, chi ha aperto nuove scuole di danza a Faenza, Cesena, Forlì ecc. e chi insegna danza nel Licei coreutici statali nati nell'anno scolastico 2010-11.

## Compagnia, Accademia e laboratori
Dal 1983 per un decennio dà vita anche alla Compagnia del balletto “Città di Ravenna”, ed organizza a Cervia nel periodo estivo, una Accademia internazionale di danza che svolge corsi di specializzazione per ballerini e docenti di danza. In questo modo Mariarosa intende garantire anche agli allievi maggiori prospettive verso una professionalità qualificata.

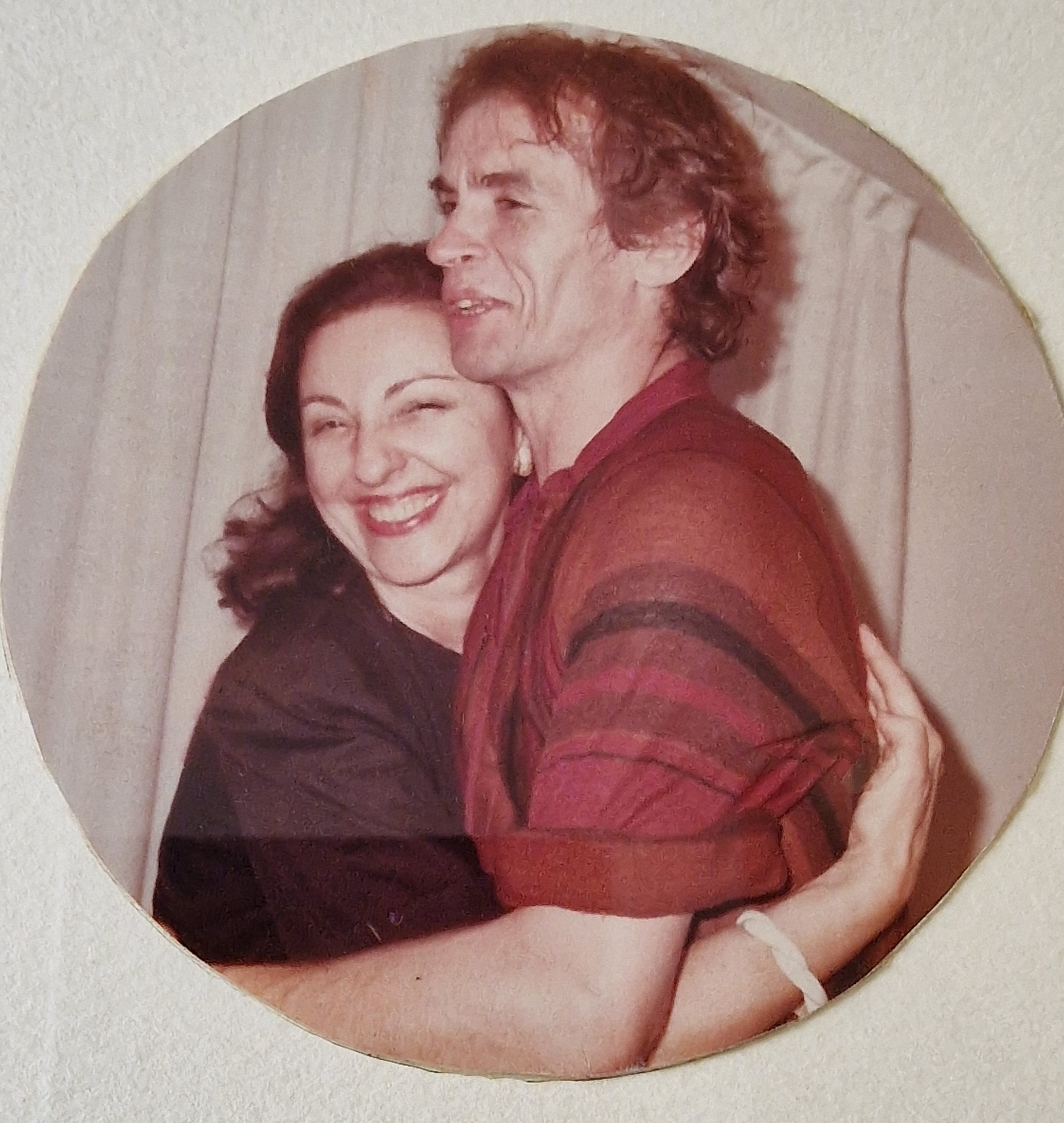
Mariarosa Brunati con Rudol'f Nureev

Dal 1984 vengono prodotti vari spettacoli della Compagnia anche su sue coreografie: Werther, La strada della libertà, Alice nel Paese delle Meraviglie, Danza Come, Sinfonia dell’aldilà, La Bayadere, Odissea, Sinfonia fantastica, Magia della Danza, Fiore di Smeraldo.

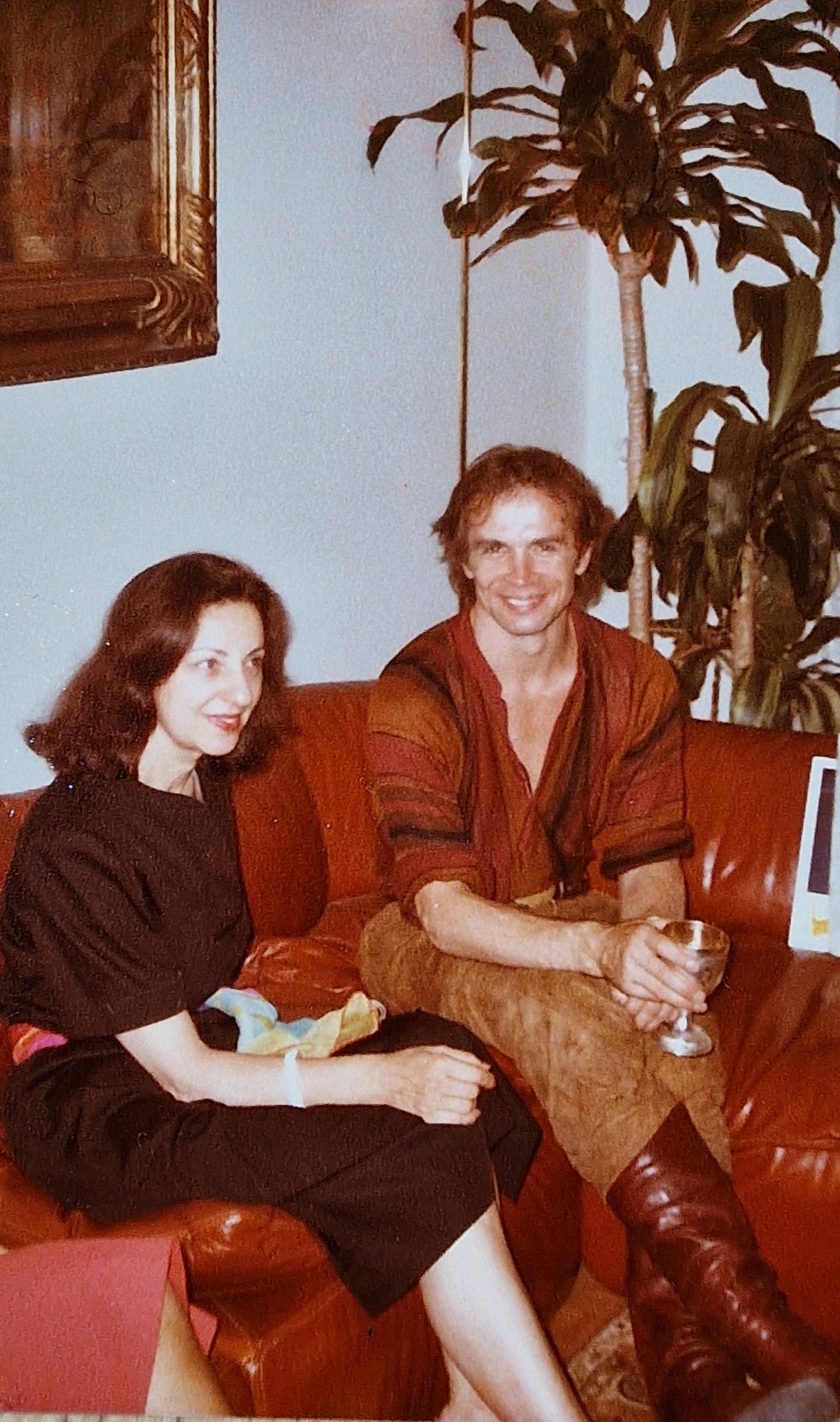
Mariarosa Brunati e Nureev in casa di Mariarosa

Al fine della realizzazione degli spettacoli e per portare a Ravenna arte, esperienza e cultura collabora con coreografi di fama internazionale come Richard Caceres, Margarita Trajanova, Torao Suzuki, Luciano Cannito; ospita primi ballerini del Teatro alla Scala e del Teatro dell’opera di Roma come Raffaele Paganini, Vladimir Derevianko, Maurizio Vanadia, Salvatore Capozzi, Biagio Tambone, Luigi Martelletta, Francesco Volpe.
Dagli ultimi anni '90, sciolta la Compagnia, la sua Scuola ha continuato a produrre saggi-spettacolo considerati, nel giudizio unanime di pubblico, momenti indimenticabili per la completezza di realizzazione e l'alto grado di precisione organizzativa ed esecutiva.

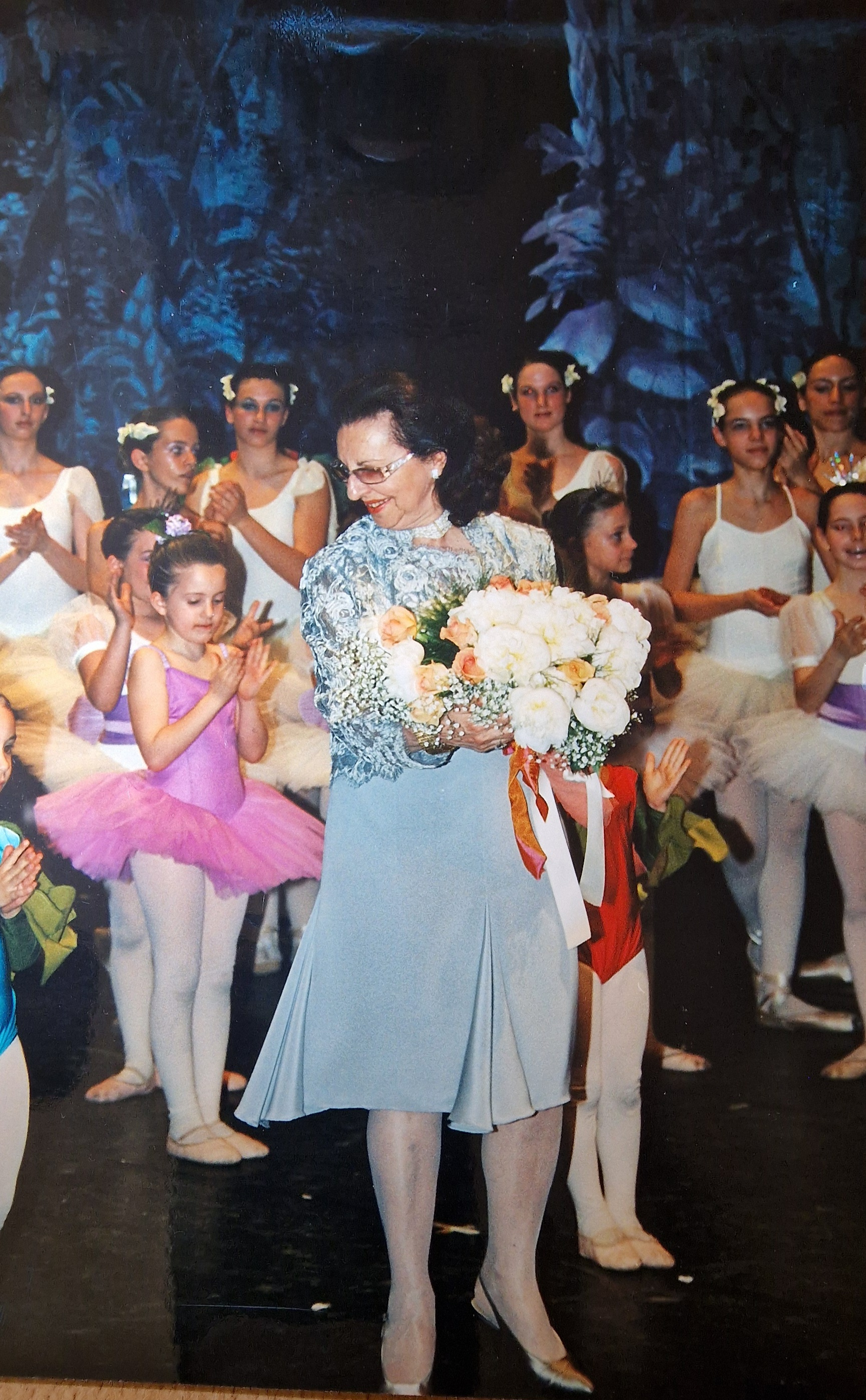
Mariarosa Brunati con le allieve

Dal 2004 al 2006 collabora con la Fondazione Lucè Onlus, Ravenna Festiva e Comune di Ravenna per realizzare il Progetto laboratorio-scuola di musical “Parola, Canto, Musica, Danza”, con l'obiettivo di sperimentare la costruzione di musical. Importanti personalità del mondo dello spettacolo, come Cristina Mazzavillani Muti, Gino Landi, Ivan Stefanutti, Fabrizio Angelini, André De la Roche, Ezio Antonelli vi hanno tenuto lezioni e master class di canto, regia, danza, scenografia.
L'ultimo saggio/spettacolo della Scuola, dal titolo Omaggio a Fellini, ha avuto luogo nel maggio 2011 presso il Teatro Alighieri di Ravenna.
“La danza è maestra di vita” così sosteneva Mariarosa anche se nel 2012fu costretta a chiudere la scuola per l'impossibilità di sostenere i costi della qualità che lei imponeva nella preparazione della danza, nel rigore nella realizzazione degli esercizi, per le lezioni aggiuntive per perfezionare l'impostazione, i passi ecc. Anche i suoi spettacoli necessitavano di molta cura nella realizzazione dei costumi di scena. La scuola è stata, per il lungo periodo di attività, una istituzione culturale di notevole rilievo nella vita culturale della città di Ravenna.

## Biblioteca personale
La sua biblioteca è stata donata alla Biblioteca della Accademia Nazionale di Danza di Roma.

## Premi e riconoscimenti
Partecipa a manifestazioni e concorsi con alcune allieve che si aggiudicano importanti premi e riconoscimenti, fra gli altri il Premio Positano e ll Premio Tersicore d’oro.